# Маніправалам

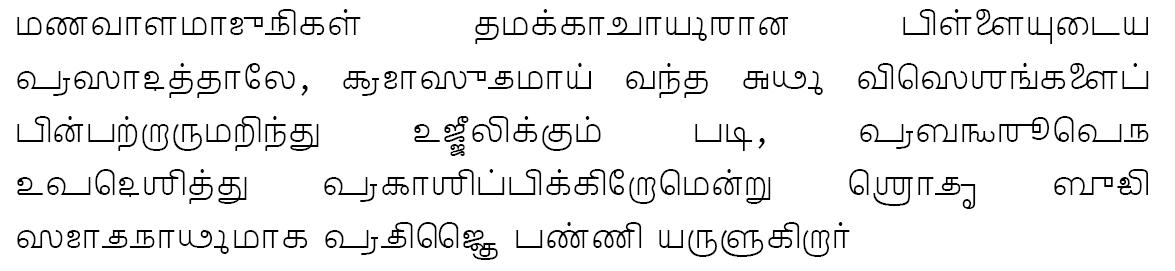
Зразок маніправалам: санскритизована тамільська мова Південної Індії

Маніправа́лам (Maṇipravāḷam IAST, малаял. മണിപ്രവാളം, там. மணிப்பிரவாள நடை)—— санскритизована тамільська мова, що зустрічається в рукописах Південної Індії. Маніправалам є гібридною мовою, що поєднує лексику санскриту і морфосинтаксис тамільської мови.

## Етимологія
Назва походить від поєднання слів «мані» (на санскриті मणि), тобто «дорогоцінний камінь, рубін», і «правалам» (प्रवाल) — «корал». Вважається, що змішана мова виникла під впливом санскритського або тамільського письменства, граматики та поетики. Наразі термін «маніправалам» застосовують, перш за все, до літератури шрі-вайшнавізму, що виникла між XII і XV століттями. Крім того, мовою маніправалам зустрічаються деякі твори джайнів.

## Походження
Походження гібридної мови приписують поетові Толану при дворі правителя-альвара Куласекхара ІХ століття. Першу згадку маніправалам можна зустріти у граматичному творі «Віраколіям» Вірарадженрди Чолана, який жив у XI столітті. У ньому автор розглядає два поняття: «віравіял» (viraviyal), під котрим розуміються вкраплення складів на санскриті в тамільську мову, та «маніправалам», тобто включення цілих слів на санскриті до тамільської. Граматик XIV століття Лілатілакам (Līlātilakam IAST) стверджував, що маніправалам — це мова, в якій тамільська і санскрит поєднуються разом як рубіни та червоні корали, без найменшого сліду будь-яких відмінностей. Він живописує, що маніправалам має радувати серце естета відсутністю поетичних помилок, наявністю поетичних чеснот та виборчим дотиком до поетичних прикрас та почуттів.

## Ранній маніправалам
За ранній маніправалм зазвичай розглядають дев'ять белетристичних текстів, що зображують середньовічну Південну Індію з її місцевим колоритом і увагою до життя куртизанок та їхнього храмового середовища. Всі вони є збірками віршів, наприклад, про життя багатих і успішних жінок, настанови матері своїй доньці у спадковому ремеслі, опис храмового міста, про жіноче свято на честь бога Місяця Чандра тощо. Мабуть, вірші могли читатися при храмах як розвага. Ці тексти мають загальні тематичні та мовознавчі аспекти, які не завжди присутні у пізніших роботах на маніправалам. Однак усіх їх поєднує одне: вони написані до того, як маніправалам став загальноприйнятою мовою рукописів брахманів у XV—XVI століттях. Відповісти про походження перших творів на маніправалам не так просто. Найчастіше уявлення про ранні твори засновано на окремих рукописах, які не містять авторських відомостей. Проте, історики і літературні критики, що працювали у першій половині ХХ століття, припускають, що письменство на маніправалам виникло серед південноіндійських брахманів. Зокрема, вважається, що мова зародилася у підкасті намбудірі, — малайських брахманів, уродженців Керали, — і набула популярності між V і VIII століттями.
| Першоджерело (IAST)                                                               | Переклад |
| --------------------------------------------------------------------------------- | --- |
| maṇipravāla-vidyeyaṃ pāṭhakeṣv avatiṣṭate lamba-śipri-parīvārā mahiḷāḷi-mahāspadā | Науку маніправалам можна знайти у народних оповіданнях. Його прихильники, що носять звисисті головні убори, [розповідають] про величні жіночі пригоди. |

## Пізній маніправалам
Якщо говорити про подальше застосування маніправалам у вайшнавському письменстві, то термін використовувався вже за пізнього вайшнавізму. Перші вчителі шрі-вайшнавізму не застосовували його до своїх творів. Існує кілька думок, чому вчителі шрі-вайшнавізму використовували гібридну мову. Одні вважають, що це був хід, аби узаконити прирівнювання тамільських віршів альварів до Вед, написаних на санскриті. Адже найвидатніший альвар, Наммальвар, був вихідцем із нижчої касти шудр, з її властивим просторіччям народної мови. Використання теологічної лексики на санскриті та включення цитат із санскритських праманів («авторитетних свідоцтв»), таких як Веди та Упанішади, посилюють рівняння обох джерел.
Інші вважають, що ачар'ї слідом за альварами, які цінували обидві мови, вибрали маніправалам, щоб їхня філософія, що черпала ідеї з традицій обох мов, могла досягти усіх каст або соціальних прошарків. Для них сполука санскриту та тамільської мови була лише зручним способом донести свої піднесені поняття до аудиторії, яка не знає храмової мови брахманів, насамперед, жінок та представників інших каст. Теологічна лексика на санскриті збереглася задля підтримання точності ключових понять. Водночас морфо-синтаксис залишився тамільським.
Нарешті, треті вважають, що змішана мова з її прикметними поняттями була засобом захисту. Вона була своєрідним мовним шифром і призначалася для утримання сторонніх на соціальній відстані. Мовна перешкода служила засобом захисту культурних цінностей від неправильного розуміння «чужинцями» та дозволяла підтримувати езотеричний відтінок священних текстів. У кожному разі, якою б не була причина вибору маніправалам, вона надавала певний колорит шрі-вайшнавізму.
Змішання тамільської та санскриту відбувалося протягом тривалого часу, що зрештою завершилося утворенням нової мови. Використання мови почалося з написання коментарів, потім перейшло до творів, відомих як рахас'я-ґрантхі («приховані книги», призначені для вузького кола присвячених). Періяваччан Піллаї став першим, хто написав оригінальну прозу на маніправалам. Перший коментатор на маніправалам, Тіруккурукай Піран Піллан, використав сильно санскритизований маніправалм у співвідношенні 4:2 на користь санскриту. Пізніші ачар'ї, як-от Періяваккан Піллаї, відновили рівновагу між двома мовами, причому тамільська навіть частіше переважала. У ході розвою мови деякі санскритські слова та вирази набули нової сутності або, принаймні, відтінку. Наприклад, «Пуруша-карабхутай», що розуміється як «посередниця», у контексті вайшнавської літератури стала синонімом богині Лакшмі — тим самим маніправалам служив для просування філософських поглядів.